# Bloedbad bij San Fernando
Op 24 augustus 2010 werden in San Fernando in het noordoosten van Mexico 72 illegale immigranten vermoord door leden van het drugskartel Los Zetas. De moordpartij is omschreven als een van de gruwelijkste misdaden in de Mexicaanse drugsoorlog tot nu toe.

## Achtergrond
Mexico is een belangrijk transitland voor illegale immigranten uit Centraal-Amerika naar de Verenigde Staten, terwijl ook veel Mexicanen zelf illegaal naar de Verenigde Staten pogen te migreren. Hoewel het aantal illegale immigranten de laatste jaren is afgenomen, komen er volgens schattingen uit 2009 nog steeds 300.000 immigranten per jaar illegaal de Verenigde Staten binnen. Mexico is berucht wegens de slechte behandeling die veel illegale immigranten in dat land ten deel valt. Tienduizenden immigranten worden ontvoerd en voor losgeld vastgehouden, meer dan de helft van de vrouwen wordt slachtoffer van seksueel misbruik en honderden worden vermoord. Bovendien worden veel migranten door de georganiseerde misdaad gedwongen voor hen te werken. Lokale autoriteiten, waaronder politie en medewerkers van het Nationaal Immigratie-instituut (INM) zijn vaak medeschuldig.

## Bloedbad
Het bloedbad kwam aan het licht toen een gewonde overlevende zich meldde bij een militair checkpoint nabij San Fernando in de staat Tamaulipas. De overlevende vertelde dat hij deel uitmaakte van een groep migranten die werden ontvoerd door mensen die zichzelf identificeerden als de Zetas, die hen vervolgens begonnen uit te moorden toen de migranten weigerden voor ze te werken. Een andere bron meldt dat de migranten werden vermoord nadat zij weigerden losgeld te betalen.
Toen de Mexicaanse marine de plaats in kwestie naderde brak er een vuurgevecht uit waarbij een marinier en drie misdadigers om het leven kwamen, waarna de verdedigers op de vlucht sloegen. De mariniers troffen vervolgens 72 lichamen aan op een nabije afgelegen ranch. Eén verdachte werd aangehouden, maar de anderen wisten te ontsnappen. De 58 mannen en 14 vrouwen die waren vermoord bleken illegale immigranten te zijn uit Zuid- en Centraal-Amerika, in het bijzonder uit Brazilië, Ecuador, El Salvador, Honduras en Guatemala. De lichamen waren aangetroffen in een kamer, geblinddoekt, en in sommige gevallen op elkaar gestapeld. Er waren slechts twee overlevenden.
22 geweren, 101 ladingen munitie, vier kogelvrije vesten, een aantal camouflage-uniformen en vier voertuigen werden in beslag genomen.

## Nasleep
Twee politiefunctionarissen, staatsdetective Roberto Suárez en lokale politiechef Juan Carlos Suárez Sánchez, werden kort nadat zij belast werden met het onderzoek naar de zaak vermoord. Enkele dagen later werden zeven personen gearresteerd op verdenking van betrokkenheid bij de moordpartij. Zij werden op 16 oktober aangeklaagd. Cecilia Romero Castillo, directrice van het Nationaal Immigratie-instituut, trad naar aanleiding van het bloedbad af.
In april 2011 werden bij San Fernando opnieuw massagraven ontdekt.